# Belinda Balluku

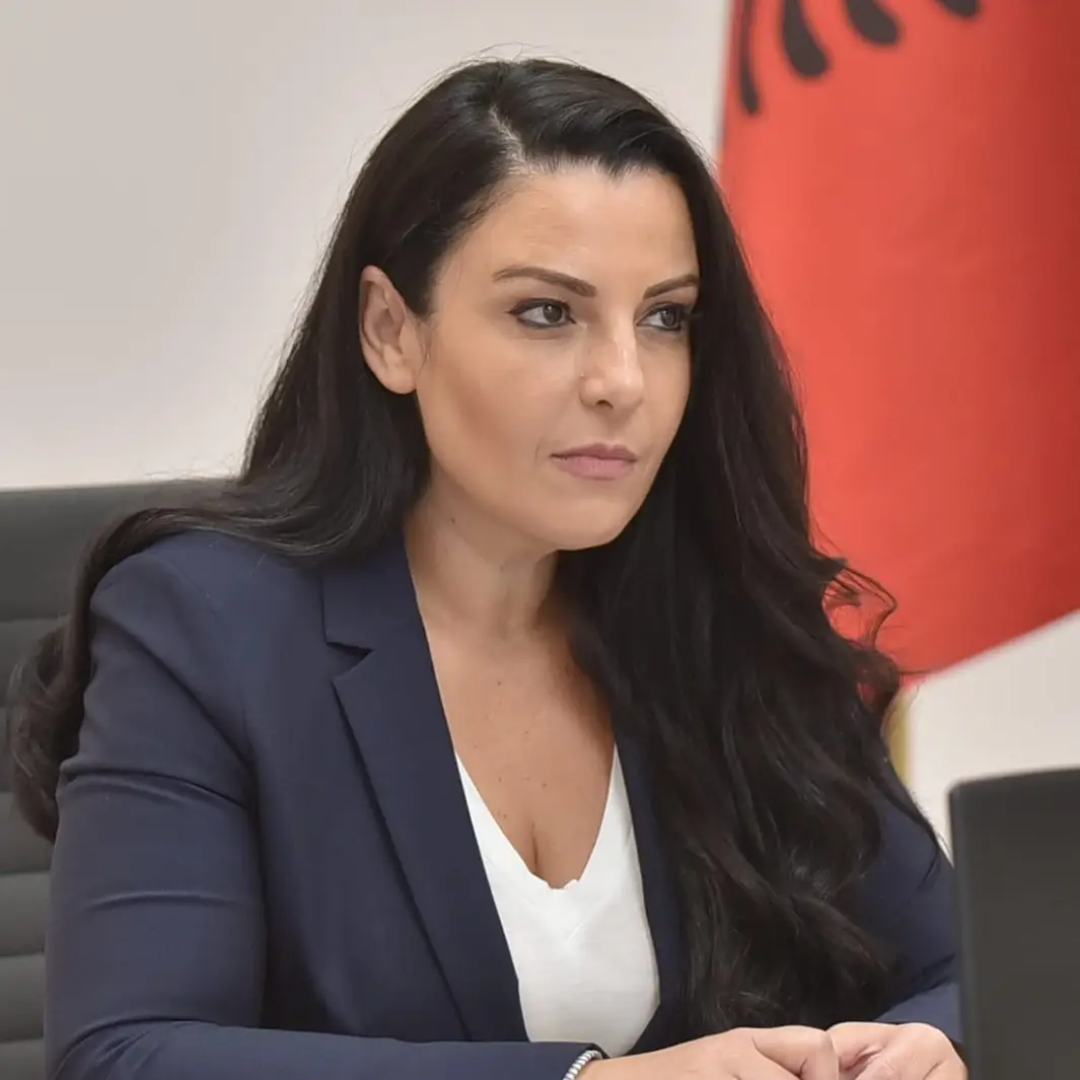
Belinda Balluku

Belinda Balluku (* 9. Oktober 1973 in Tirana) ist eine albanische Politikerin der Sozialistischen Partei Albaniens PSSh (Partia Socialiste e Shqipërisë), die seit 2019 Ministerin für Infrastruktur und Energie sowie seit Juli 2022 stellvertretende Ministerpräsidentin ist.

## Leben

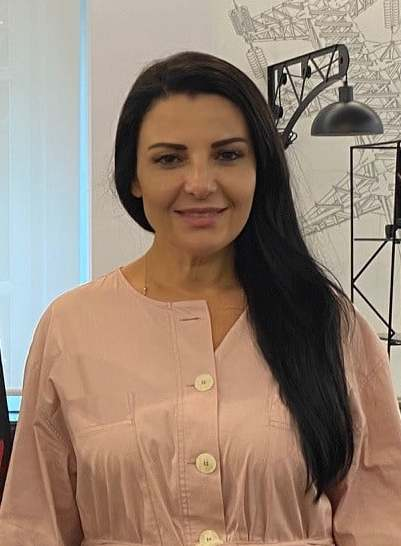
Belinda Balluku (2021)

Belinda Balluku absolvierte nach dem Schulbesuch ein Studium der Rechtswissenschaften und war danach als Rechtsanwältin tätig. Ein postgraduales Studium der Betriebswirtschaftslehre am Technologischen Institut Athen schloss sie 1999 ab. Unmittelbar nach der Privatisierung des größten staatlichen Mobilfunkunternehmens AMC, heute One Albania, wurde sie im November 2000 zunächst Direktorin für Kundenbetreuung und baute erstmals ein Callcenter in Albanien auf. Im Anschluss war sie Marketingdirektorin von AMC und wechselte in die Stadtverwaltung von Tirana und war zunächst Beraterin für Öffentlichkeitsarbeit und später Direktorin des Kabinetts des Bürgermeisters Edi Rama, ehe sie schließlich auch Direktorin der Koordinierungsstelle zwischen Bürgermeister und Exekutivdirektionen der Hauptstadt war. 2006 wurde sie Mitglied der Sozialistischen Partei Albaniens PSSh (Partia Socialiste e Shqipërisë) und fungierte von Januar 2011 bis Januar 2012 als Leiterin des Büros des PSSh-Vorsitzenden Edi Rama.
Belinda Balluku, die auch Absolventin des Studiengangs Wirtschaftliche Entwicklung an der Harvard Kennedy School war, wurde im September 2013 Generaldirektorin von ALBCONTROL, der nationalen Flugsicherungsbehörde der Republik Albanien. In dieser Zeit absolvierte sie einen Lehrgang für das Management von Flugnavigationsdiensten bei der Internationalen Luftverkehrs-Vereinigung IATA (International Air Transport Association), bei der sie auch ein Diplom im Bereich Allgemeines Management erwarb. Während der Tätigkeit als Generaldirektorin von ALBCONTROL wurde sie eines der zwölf Mitglieder des Ausschusses der Flugsicherungsagenturen ANSB (Air Navigation Agencies Board) der Europäischen Organisation zur Sicherung der Luftfahrt EUROCONTROL (European Organisation for the Safety of Air Navigation), ein Gremium zur Vertretung aller Interessengruppen des Flugverkehrsmanagements und deren Einbindung in die Führungs- und Entscheidungsstrukturen von EUROCONTROL zur Unterstützung des Einheitlichen Europäischen Luftraums SES (Single European Sky).
Im Januar 2019 berief der nunmehrige Ministerpräsident Edi Rama sie als Ministerin für Infrastruktur und Energie (Ministrja e Infrastrukturës dhe Energjisë) in dessen zweites Kabinett, in dem sie die Nachfolge von Damian Gjiknuri antrat. Bei der Parlamentswahl am 25. April 2021 wurde Belinda Balluku für die Partia Socialiste e Shqipërisë zum Mitglied des Parlaments (Kuvendi i Shqipërisë) gewählt und vertritt dort den Distrikt Tirana. Den Posten als Ministerin für Infrastruktur und Energie übernahm sie am 18. September 2021 auch im Kabinett Rama III. Darüber hinaus wurde sie nach der Entlassung von Arben Ahmetaj im Juli 2022 auch stellvertretende Ministerpräsidentin (Zëvendëskryeministrja e Shqipërisë) im dritten Kabinett Rama.